# Epeus
Epeus is een geslacht van spinnen uit de familie springspinnen (Salticidae).

## Soorten
De volgende soorten zijn bij het geslacht ingedeeld:
- Epeus alboguttatus (Thorell, 1887)
- Epeus albus Prószyński, 1992
- Epeus bicuspidatus (Song, Gu & Chen, 1988)
- Epeus chilapataensis (Biswas & Biswas, 1992)
- Epeus edwardsi Barrion & Litsinger, 1995
- Epeus exdomus Jastrzebski, 2010
- Epeus flavobilineatus (Doleschall, 1859)
- Epeus furcatus Zhang, Song & Li, 2003
- Epeus glorius Żabka, 1985
- Epeus guangxi Peng & Li, 2002
- Epeus hawigalboguttatus Barrion & Litsinger, 1995
- Epeus indicus Prószyński, 1992
- Epeus mirus (Peckham & Peckham, 1907)
- Epeus tener (Simon, 1877)